# Sumatra PDF
Sumatra PDF je jednoduchý a odlehčený prohlížeč PDF, DjVu, XPS, CHM, CBZ a CBR souborů a také formátů elektronických knih MOBI, EPUB a FictionBook určený pro Microsoft Windows XP a novější, vydaný jako svobodný software. Je možné jej spustit i na Linuxu za použití softwaru, jakým je například Wine. Autorem je Krzysztof Kowalczyk. Výhodou je malá velikost instalovaného programu (přibližně 4,7 MB). Otevřené soubory nejsou uzamčeny a lze je díky tomu bez nutnosti uzavření nahradit nově vytvořenými.
K renderování PDF je použita knihovna MuPDF, tisk probíhal až do verze 1.1 pomocí transformace PDF stránek do bitmapových obrázků.
Program je přeložen do více než 50 jazyků a existuje i v přenosné verzi, jako jeden spustitelný soubor, který lze spouštět například z USB flash disku.
Patří mezi prohlížeče PDF doporučované nadací Free Software Foundation Europe.